# Kammstruktur

Zum Veranschaulichen

Der Begriff der Kammstruktur oder Fingerstruktur wurde vor allem in der Architektur und Produktionsplanung geprägt.
Sie beschreibt das Erscheinungsbild und/oder die Anordnung von Abschnitten/Prozessen.

## Beschreibung
Die Kammstruktur ist wie ein allgemein bekannter Kamm angeordnet. Sie hat einen kräftigen Hauptstrang, von welchem üblicherweise im rechten Winkel schmalere Nebenstränge abgehen (später als Zweige bezeichnet). Diese können auf beiden Seiten des Hauptstranges liegen.
Die Fingerstruktur ist im Prinzip der Kammstruktur sehr ähnlich, räumt aber eine sternförmige Verteilung der Nebenstränge, vom Hauptstrang ausgehend, ein.

## Nutzen
Durch die oben beschriebene Anordnung entsteht ein großer Vorteil gegenüber sonst üblichen Anordnungen. In der Produktion kann man so, ohne in die bestehende Struktur im Wesentlichen eingreifen zu müssen, Erweiterungen realisieren. Es kann ein Zweig/Finger jederzeit verlängert werden ohne den Produktionsprozess im alten, kürzeren Finger anzuhalten. Wenn dann die Erweiterung abgeschlossen ist, wird diese noch an den bestehenden Produktionsprozess angeschlossen. Dies ist im Normalfall in kürzester Zeit möglich → nur eine kurzzeitige Produktionsunterbrechung ist nötig.
Die Kamm- oder Fingerstruktur ermöglicht es auch Logistische Prozesse flexibel zu gestalten. Im Beispiel des BMW Werk Leipzig sieht man, dass es an jedem Zweig/Finger möglich ist Material ein- oder auszuschleusen. Dies führt zu einer optimierten Lagerhaltung. Diese Logistikwege bleiben bei einer Erweiterung ebenfalls bestehen.

## Beispiele
- BMW Werk Leipzig
- Postbank Niederlassung Köln